# Американо-иранские отношения
Американо-иранские отношения — двусторонние отношения между США и Ираном. Дипломатические отношения между странами были установлены в 1883 году, разорваны в 1980 году.
27 сентября 2013 года, впервые за последние 30 с лишним лет, состоялся телефонный разговор между президентами Бараком Обамой и Хасаном Рухани. 

## История
США и Иран (тогда он назывался Персией) установили дипломатические отношения в 1883 году. В годы Второй мировой войны произошло усиление американского проникновения в Иран, связанное с тем, что эта страна стала одним из коридоров поставок по ленд-лизу в СССР; в Иране был выстроен ряд американских объектов, размещены военнослужащие США. 

В декабре 1945 года были заключены два американо-иранских соглашения: о продаже Тегерану по низкой цене объектов федеральной собственности США в Иране и об урегулировании иранского долга по ленд-лизу. Задолженность по ленд-лизу была определена к погашению на сумму в 8,5 млн долларов. 
 
Участие США в разрешении иранского кризиса (1946) привело к укреплению позиций Вашингтона в Иране. В условиях начавшейся Холодной войны США предоставили в апреле 1947 года Ирану кредит в размере 25 млн долларов на закупку американского военного снаряжения, а также продлили срок пребывания своих военных советников в шахских войсках и жандармерии до 1949 года.
В 1953 году произошёл переворот против демократически избранного премьер-министра, при участии спецслужб США и Великобритании.
В 1978 году в Иране произошла Исламская революция, в результате которой шах был вынужден покинуть страну, а к власти пришли радикальные клерикалы. Соединённые Штаты разорвали дипломатические отношения с Ираном в 1980 году после захвата сотрудников посольства США в Тегеране. В настоящее время правительство США не имеет дипломатических или консульских отношений с Ираном.
США регулярно выражали беспокойство иранской ядерной программой, поддержкой Ираном терроризма и нарушением этой страной прав человека. Обширный список санкций был применён в отношении Ирана со стороны Соединённых Штатов и международного сообщества, чтобы заставить Иран начать переговоры с международным сообществом и начать решать проблемы, связанные с его ядерной программой. Иранский истеблишмент в своей риторике неоднократно подвергал сомнению право государства Израиль на существование, а также препятствовал урегулированию ближневосточного конфликта путём поставки оружия таким группировкам, как: ХАМАС, Хезболла и Палестинский исламский джихад.
В 2013 году, с приходом на пост президента Ирана Хасана Рухани, началось улучшение отношений между двумя странами. Хасан Рухани выcказал готовность к открытому обсуждению самых сложных вопросов с Западом, и провёл ряд мероприятий, демонстрирующих смену внутреннего курса в стране: были выпущены политические заключённые, открыт на некоторое время доступ к социальным сетям и так далее. В сентябре 2013 впервые за 34 года состоялся телефонный разговор между лидерами двух государств.
В сентябре 2015 года Хасан Рухани в своем выступлении перед Генеральной Ассамблеей ООН раскритиковал США за «террористическую политику» — так иранский лидер определил американское вторжение в Ирак и Афганистан, а также «поддержку сионистского режима, угнетающего палестинский народ». Он назвал нечестными санкции, долгое время действовавшие в отношении Ирана из-за его ядерной программы. Однако, в своей речи иранский президент поддержал итоговую сделку по атому.
В октябре 2017 года президент США Трамп заявил, что больше не будет заверять конгресс в том, что Совместный всеобъемлющий план действий соответствует интересам США.
20 июня 2019 года военно-воздушные силы КСИР сбили американский беспилотный аппарат в районе Ормузского пролива. По версии ИРНА, дрон США RQ-4 Global Hawk нарушил воздушное пространство Ирана и был сбит ракетой «земля — воздух» над провинцией Хормозган; по версии США, дрон MQ-4C Triton совершал полёт в международном воздушном пространстве и не нарушал границ Ирана. США планировали нанести ответный удар по трём военным целям в Иране, однако, по заявлению Дональда Трампа, он отменил это решение за 10 минут до атаки.
3 января 2020 года по приказу Дональда Трампа был совершён удар ВВС США по аэропорту Багдада. В ходе авиаудара был убит глава спецподразделения «Аль-Кудс» и Корпуса Стражей Исламской революции (КСИР) генерал Касем Сулеймани. Данное убийство, как считает специалист по истории Арабской весны и геополитике Ближнего Востока Сет Джонс, выводит конфликт между США и Ираном на новый уровень.
В ответ 8 января 2020 Иран нанёс ракетный удар по военным объектам США в Ираке.
Опубликованные в Иране произведения не охраняются авторским правом в США.
10 августа 2022 г. представители Министерства юстиции США заочно предъявили члену КСИР Шахраму Пурсафи обвинения в планировании покушения на экс-помощника по национальной безопасности бывшего американского президента Дональда Трампа Джона Болтона. В случае признания виновным, ему грозит до 25 лет лишения свободы и штраф в размере до 500 тысяч долларов. Также Вашингтон предупредил, что Тегеран столкнется с серьёзными последствиями в случае организации нападений на граждан США, в том числе отставных должностных лиц.

## Экономические отношения
Правительство США запрещает американским компаниям вести любые экономические отношения с Ираном. В качестве причин введения санкций были указаны поддержка Ираном терроризма, отказ выполнить международные обязательства по своей ядерной программе и нарушения прав человека.